# Oligoryzomys flavescens
Oligoryzomys flavescens, também conhecido coma rato-do-arroz, camundongo-do-mato, é uma espécie de roedor da família Cricetidae. Pode ser encontrada na Argentina, Paraguai, Brasil e Uruguai. É um roedor de porte pequeno.

## Descrição
Seu pelo dorsal consiste em  castanho-alaranjados brilhantes misturados com pelos negros, enquanto os pelos dos flancos são todos laranja e as partes inferiores são cinza-amareladas. O limite entre as partes superiores e inferiores é indistinto, graduando de uma cor para a outra.
O comprimento médio da cabeça e do corpo é de 87 mm (3,43 pol) e a média das caudas é de 110 mm (4,33 pol). As características do crânio que distinguem esta espécie incluem o forame incisivo longo (aberturas no palato duro) que geralmente atinge o primeiro molar e a fossa mesopterigóide curta (uma depressão atrás da extremidade do palato), que não se estende até o terceiro molar.
A espécie é uma ótima saltadora, sendo muito ágil. Não é facilmente observada no ambiente natural, já que costuma se esconder entre os galhos e folhas secas. Consome principalmente pequenos invertebrados, sendo um dos mais granívoros dentre os ratos-do-arroz. Pesam entre 18-52 g, mas outra fonte indica que pesa entre 15 a 21 g.

## Distribuição
O. flavescens é nativo da América do Sul. Ocorre no leste do Brasil, Uruguai, leste do Paraguai e norte e centro da Argentina. Pode ser encontrada em uma variedade de habitats, geralmente perto da água, desde o nível do mar até cerca de 1 800 m (5 900 pé). Isso inclui pampas, matagais, florestas primárias e secundárias, pântanos, terras agrícolas e matas de galeria no cerrado.

## Ecologia
O. flavescens é o principal hospedeiro reservatório de certos hantavírus, como os vírus Lechiguanas e Hu 39694, que são inofensivos para roedores, mas causam doenças em humanos.

## Conservação
Em 2016, a União Internacional para a Conservação da Natureza (IUCN) considerou uma "espécie pouco preocupante". A IUCN aferiu tal classificação diante de sua ampla distribuição, grande população presumida, ocorrência em várias áreas protegidas, tolerância a algum grau de modificação do habitat e por ser improvável que sua população esteja diminuindo de modo acelerado o suficiente para que seja classificada a um estado de maior preocupação.